# Norman Ingram Hendey
Norman Ingram Hendey est un phycologue britannique, né le 31 janvier 1903 à Lyndhurst et mort le 30 août 2004.

## Biographie
Après des études au Southampton University College (aujourd’hui Southampton University), Hendey devient pharmacien. Il commence à fréquenter en 1921 la Southampton Natural History Society où il assiste à une présentation sur les diatomées. Hendey se passionne alors pour la forme géométrique et la complexité de ces organismes. À la suite de la lecture d’A Treatise on the Diatomaceae de Henri Ferdinand Van Heurck (1838-1909), il achète un microscope d’occasion et commence à étudier les diatomées.
Il acquiert une véritable réputation dans ce domaine. Stanley Wells Kemp (1882-1945) lui confie l’étude des spécimens de plancton récoltés au cours l’expédition Discovery dans les mers du sud. Durant la Seconde Guerre mondiale, Hendey rejoint le service de renseignement de la marine britannique.
Hendey s’intéresse après la guerre, toujours pour le compte de l’amirauté, aux causes de détérioration de certains composants du matériel. Il met en évidence que le développement d’un champignon, Cladosporium resinae, provoque la corrosion des réservoirs contenant le fioul des navires. Il montre aussi qu’un autre champignon, Myxotrichum deflexum, s’attaque au bois des radeaux de survie. À la demande du ministère britannique de l’agriculture et des pêches, il fait paraître en 1964, une étude sur les diatomées marines des îles Britanniques. Hendey s’intéresse aussi à l’utilisation des diatomées dans le cadre de la médecine légale. Il prend sa retraite en 1968 mais continue d’étudier ces organismes jusqu’à son centième anniversaire.
Il est membre de nombreuses sociétés savantes et décrit plus de cent nouveaux taxons. Onze organismes reçurent son nom.

## Source
- (en) Gerald Boalch, « Obituary Norman Ingram Hendey (1903-2004) », The Phycologist, vol. 68,‎ printemps 2005, p. 10-11 (ISSN 0965-5301, lire en ligne)